# Каменное (озеро, Кызылжарский район)
Каменное (каз. Каменное) — озеро в Кызылжарском районе Северо-Казахстанской области Казахстана. Находится в 7 км к юго-востоку от села Дубровное.
По данным топографической съёмки 1940-х годов, площадь поверхности озера составляет 1,46 км². Наибольшая длина озера — 1,4 км, наибольшая ширина — 1,4 км. Длина береговой линии составляет 4,4 км, развитие береговой линии — 1,02. Озеро расположено на высоте 130 м над уровнем моря.